# Elhadji Pape Diaw
Elhadji Pape Djibril Diaw (ur. 31 grudnia 1994 w Dakarze) – senegalski piłkarz grający na pozycji środkowego obrońcy. Były młodzieżowy reprezentant Senegalu.

## Kariera klubowa
Początkowo występował w klubach senegalskich: ASC Jeanne d’Arc, ASC Yeggo oraz ASC Port Autonome.
W 2015 został zawodnikiem drugoligowego belgijskiego ASV Geel. W jego barwach zadebiutował 19 grudnia 2015 w meczu z KSV Roeselare (4:3), w którym w 76. minucie zmienił Benjamina Van den Ackervekena. W styczniu 2016 zagrał w dwóch kolejnych spotkaniach – przeciwko Royal Antwerp FC (1:2) i Cercle Brugge (3:3). Łącznie w trzech meczach spędził na boisku 26. minut. Przyczyną jego rzadkich występów w ASV były częste wyjazdy na zgrupowania kadry młodzieżowej.
Pod koniec stycznia 2016 trafił na testy do Korony Kielce. W lutym 2016 podpisał z kieleckim klubem roczny kontrakt. W Ekstraklasie zadebiutował 4 marca 2016 w meczu z Podbeskidziem Bielsko-Biała (1:1). Sezon 2015/2016 zakończył z 12 występami na koncie. Pierwszą bramkę w najwyższej polskiej klasie rozgrywkowej zdobył 12 sierpnia 2016 w przegranym spotkaniu z Lechią Gdańsk (2:3). W grudniu 2016 przedłużył swój kontrakt z Koroną do końca czerwca 2019. W sezonie 2016/2017 rozegrał w Ekstraklasie 16 meczów. Regularne występy uniemożliwiły mu kontuzje, m.in. zapalenie wyrostka robaczkowego, w związku z którym pod koniec września 2016 przeszedł operację. W sezonie 2017/2018 wystąpił w 20 spotkaniach polskiej ligi, strzelając gola w rozegranym 16 lutego 2018 meczu z Sandecją Nowy Sącz (3:3; w tym samym spotkaniu strzelił też bramkę samobójczą). Ponadto zagrał w czterech meczach Pucharu Polski – w spotkaniu 1/8 finału tych rozgrywek z Wisłą Kraków (1:0) zdobył jedynego gola w dogrywce, zapewniając Koronie awans do dalszej rundy. W rundzie jesiennej sezonu 2018/2019 wystąpił we wszystkich 20 meczach, strzelając dwie bramki: 16 września 2018 w spotkaniu z Pogonią Szczecin (1:1) i 24 listopada 2018 w spotkaniu z Górnikiem Zabrze (4:2).
W styczniu 2019 przeszedł na zasadzie transferu definitywnego do francuskiego Angers SCO, z którym podpisał dwuipółletni kontrakt.

## Kariera reprezentacyjna
W 2015 wraz z reprezentacją Senegalu U-23 zdobył złoty medal igrzysk afrykańskich – w rozegranym 18 września 2015 meczu finałowym z Burkina Faso (1:0) wystąpił przez pełne 90. minut. Pod koniec listopada i w pierwszej połowie grudnia 2015 uczestniczył wraz z kadrą młodzieżową w Pucharze Narodów Afryki U-23 w Senegalu – w rozegranym 12 grudnia 2015 przegranym spotkaniu o 3. miejsce z Południową Afryką U-23 (0:0, k. 1:3) nie wykorzystał rzutu karnego w serii jedenastek (Jody February obronił).
We wrześniu 2018 znalazł się na liście rezerwowej reprezentacji Senegalu na dwumecz z Sudanem w ramach eliminacji do Pucharu Narodów Afryki. W październiku 2018, wobec kontuzji Lamine`a Gassamy, został przesunięty do ścisłej kadry. W spotkaniach, które rozegrano 13 października w Senegalu i 16 października w Sudanie, nie wystąpił.

## Statystyki
| Klub                    | Sezon     | Liga        | Liga  | Liga   | Puchar Polski | Puchar Polski | Razem | Razem  |
| Klub                    | Sezon     | Liga        | Mecze | Bramki | Mecze         | Bramki        | Mecze | Bramki |
| ----------------------- | --------- | ----------- | ----- | ------ | ------------- | ------------- | ----- | ------ |
| Korona Kielce           | 2015/2016 | Ekstraklasa | 12    | 0      | –             | –             | 12    | 0      |
| Korona Kielce           | 2016/2017 | Ekstraklasa | 16    | 1      | 0             | 0             | 16    | 1      |
| Korona Kielce           | 2017/2018 | Ekstraklasa | 20    | 1      | 4             | 1             | 24    | 2      |
| Korona Kielce           | 2018/2019 | Ekstraklasa | 20    | 2      | 0             | 0             | 20    | 2      |
| Razem                   | Razem     | Razem       | 68    | 4      | 4             | 1             | 72    | 5      |
| Stan na 22 grudnia 2018 |           |             |       |        |               |               |       |        |

## Sukcesy
Reprezentacja Senegalu U-23
- 1. miejsce w igrzyskach afrykańskich: 2015